# Штауфенберг (Нижня Саксонія)
Штауфенберг (нім. Staufenberg) — сільська громада в Німеччині, розташована в землі Нижня Саксонія. Входить до складу району Геттінген.
Площа — 77,55 км2. Населення становить 7687 ос. (станом на 31 грудня 2021).